# FCC Baschet UAV Arad
FCC Baschet UAV Arad este una dintre cele mai titrate echipe de baschet feminin din România. Clubul a fost înființat în 1987 și a rămas în prima ligă din sezonul 1991-1992 până în prezent. ICIM Arad este deținătoarea a nouă titluri de Campioană a României și a două cupe ale României.

## Istoric
Clubul de baschet feminin Constructorul CSS s-a înființat în anul 1987, jucând încă de la început în primul eșalon, dar retrogradând în scurt timp în Liga I (al doilea eșalon). Echipa arădeană reușește să promoveze înapoi în 1991, ajungând în finală chiar în primul sezon de la revenirea în Liga Națională.
În următorul sezon, 1992-1993, echipa devenită Constar „U” Arad este din nou vicecampioană. Anul următor, numele este schimbat în Baschet Club Arad, echipa arădeană devenind pentru prima oară campioană a României.
Din anul 1995, echipa de baschet feminin din Arad își schimbă numele în BC ICIM Arad, datorită sponsorului ICIM și reușește să câștige campionatul în 1998, 1999, 2000 și 2001, iar mai apoi în 2006, 2008, 2011 și 2013. În această perioadă devine BC Univ. Goldiș ICIM Arad și câștigă Liga Europei Centrale de trei ori (2011, 2013, 2015), precum și Cupa României în 2011 și 2014.

### Denumiri
- Constructorul CSS Arad - 1988-1992
- Constar „U” Arad - 1992-1993
- Baschet Club Arad - 1993-1995
- BC ICIM Arad - 1995-2006
- Baschet ICIM Arad - 2006-2009
- ICIM Univ. Goldiș Arad - 2010-2011
- Univ. Goldiș ICIM Arad - 2012-2017
- FCC ICIM Arad - 2017- 2019
- FCC Baschet Arad - 2019 - 2020
- FCC BASCHET UAV ARAD - 2020 - Prezent

## Palmares
- Campioana României: 1994, 1998, 1999, 2000, 2001, 2006, 2008, 2011, 2013
- Vicecampioană a României: 1992, 1993, 2002, 2004, 2007, 2010, 2014, 2022, 2024
- Cupa României: 2011, 2014
- Liga Europei Centrale: 2011, 2013, 2015

## Jucătoare

### Lotul actual sezon 2023/24
Actualizată la data de 31 Martie 2024.
| Nr. | Nume              | Naț.     | Înălțime | Vârstă |
| --- | ----------------- | -------- | -------- | ------ |
| 4.  | Mihaela Panait    | Romania  | 169 cm   | 19 ani |
| 5.  | Tamara Jovancevic | Serbia   | 186 cm   | 26 ani |
| 6.  | Daria Negru       | Romania  |          | 21 ani |
| 7.  | Alina Podar       | România  | 175 cm   | 26 ani |
| 8.  | Paloma Cucu       | Romania  | 170 cm   | 21 ani |
| 9.  | Andreea Mitiletu  | România  | 180 cm   | 24 ani |
| 10. | Jack Animam       | Filipine | 193 cm   | 26 ani |
| 11. | Blanca Valea      | Romania  | 180 cm   | 15 ani |
| 12. | Ana Maria Ciotir  | Romania  | 182 cm   | 28 ani |
| 13. | Alexia Dobă       | Romania  | 180 cm   | 20 ani |
| 15. | Brankica Hadzovic | Serbia   | 173 cm   | 43 ani |

### Jucătoare importante
| - Monika Brosovszky - Diana Ciupe-Pop - Laura Nițulescu - Anca Nițulescu - Bianca Drăguș-Urban - Cristina Matei-Tămaș - Anca Stoenescu - Andra Simina Mandache - Annemarie Părău - Suzana Milovanovic | - Sheena Moore - Cherisse Graham - Jennifer Risper - Christina Wirth - Chrissy Givens - Monica Engelman - Meighan Simmons - Kristen McCarthy - Monique Reid - Katherine Plouffe |

## Legături externe
- Site oficial